# 長尾顕方
長尾 顕方（ながお あきかた）は、室町時代後期の武将。山内上杉家の家臣。総社長尾氏7代当主。尾張守。

## 略歴
生没年不詳。総社長尾氏・長尾景致の子として誕生。伯父・長尾顕忠の家を継ぐ
永正6年（1509年）、養父・顕忠の死により幼くして後を継ぐが、関東管領・上杉顕定の後継争いで伯父・成田顕泰と共に上杉顕実を支持し、武蔵国の鉢形城に拠って上杉憲房と争うが横瀬景繁・長尾景長に敗北、憲房によって家宰の地位を奪われて景長に与えられる（永正の乱）。
これを深く恨んだ顕方は大永4年（1524年）に相模国の北条氏綱に内応して謀叛を図るが、憲房の後を継いだ上杉憲寛の命を受けた、従兄で庶流の高津長尾氏の長尾顕景に攻められて当主の座も失った。扇谷上杉家の太田資頼は、この件で顕方を激しく非難している。なお、顕方の追放と顕景の当主簒奪は永正の乱の出来事で、永正4年（1507年）の事件は北条氏綱・長尾為景と結んだ顕景によるものとする説がある。
永禄6年（1563年）、旧領の惣社城を武田信玄に奪われたため、上杉輝虎を頼り越後へ逃れた。